# Christopher Morales Williams
Christopher Morales Williams (* 5. August 2004 in Mississauga, Ontario) ist ein kanadischer Leichtathlet, der sich auf den 400-Meter-Lauf spezialisiert hat und aktuell Inhaber des Landesrekordes ist.

## Sportliche Laufbahn
Erste internationale Erfahrungen sammelte Christopher Morales Williams im Jahr 2022, als er bei den U20-Weltmeisterschaften in Cali mit 46,27 s im Halbfinale über 400 Meter ausschied und mit der kanadischen 4-mal-400-Meter-Staffeln in 3:06,50 min die Bronzemedaille gewann. Zudem begann er im selben Jahr ein Studium an der University of Georgia in den Vereinigten Staaten. Im Jahr darauf gewann er bei den U20-Panamerikameisterschaften in Mayagüez in 46,34 s die Silbermedaille über 400 Meter und belegte mit der Staffel in 3:12,32 min den vierten Platz. 2024 wurde er NCAA-Hallenmeister über 400 Meter und stellte zudem mit 44,49 s einen neuen inoffiziellen Weltrekord in der Halle auf und löste damit Michael Norman als Rekordhalter ab. Im Freien verbesserte er den kanadischen Landesrekord auf 44,05 s und siegte auch bei den NCAA-Meisterschaften im Freien. Im Mai kam er bei den World Athletics Relays auf den Bahamas in der 4-mal-400-Meter-Staffel zum Einsatz. Im August erreichte er bei den Olympischen Sommerspielen in Paris das Halbfinale über 400 Meter, in dem er mit 45,25 s ausschied.
2025 erreichte er bei den Hallenweltmeisterschaften in Nanjing das Finale über 400 Meter und belegte dort in 46,71 s den fünften Platz.
In den Jahren 2023 und 2024 wurde Morales Williams kanadischer Meister im 400-Meter-Lauf.

## Persönliche Bestleistungen
- 400 Meter: 44,05 s, 11. Mai 2024 in Gainesville (kanadischer Rekord)
  - 400 Meter (Halle): 44,49 s, 24. Februar 2024 in Fayetteville (kanadischer Rekord)